# Musée d'histoire d'Asuka
Le musée d'histoire d'Asuka (飛鳥資料館, Asuka Shiryōkan) se trouve à Okuyama, dans la ville d'Asuka, préfecture de Nara au Japon. Fondé en 1975, le musée est un département de l'institut national de Nara de recherches sur le patrimoine culturel (en).

## Collections
Le musée d'histoire d'Asuka conserve et expose principalement des matériaux du VIe siècle au VIIIe siècle, en particulier de la période Asuka (538–710) de l'histoire du Japon. Sa collection comprend également des documents datant de la fin de la période Kofun (250–538) et de l'époque de Nara (710–794). Contrairement à d'autres musées régionaux qui abritent des matériaux bien connus des premières périodes de l'histoire japonaise, le musée historique d'Asuka expose des matériaux issus de récentes fouilles locales. Le musée d'histoire d'Asuka est un dépôt de matériaux mis au jour par le département des recherches des sites des palais impériaux de l'institut national de Nara de recherches sur le patrimoine culturel. Ses collections se concentrent sur les matériaux des palais d'Asuka, de Fujiwara et de Heijō.

## Expositions
Le musée historique d'Asuka abrite des expositions régulières dans deux salles. La salle d'exposition no 1 met l'accent sur les matériaux associés au palais d'Asuka et au clan Soga, avec l'Asuka-dera, le Kawara-dera et les kofun (tumuli) de Takamatsuzuka et de Kitora. La salle d'exposition no 2 présente des matériaux excavés du cloître de Yamada-dera, construit par Soga no Kurayamada no Ishikawa no Maro (d. 649), un petit-fils de Soga no Umako (551?– 626). Les jardins du musée abritent des reproductions de gravures rupestres à grande échelle et des statues de la période Asuka. Des expositions spéciales sont organisées au printemps et à l'automne, et le musée dispose d'une petite bibliothèque.

## Installations
Le bâtiment du musée est une structure en béton construit dans le style architectural résidentiel japonais sukiya-zukuri. Le musée, avec d'autres instituts et sites historiques liés à la période Asuka, est inclus dans le parc gouvernemental national historique d'Asuka d'une superficie de 60 ha.

## Publications
Comme d'autres unités de l'institut national de Nara de recherche sur les biens culturels, le musée historique d'Asuka publie des catalogues d'exposition et des rapports techniques sur les recherches muséographiques. Le musée publie la série monographique Asuka Shiryōkan Zuroku (飛鳥資料館図錄) depuis 1973, avant l'ouverture officielle du musée.